# Carl Gustaf Sköldberg
Carl Gustaf Sköldberg, född 3 november 1808 i Edsbergs socken i Närke, död 20 maj 1893 i Lernbo i Norrbärke socken i Dalarna (i riksdagen kallad Sköldberg i Västanby), var en svensk lantbrukare och politiker. Han var bror till lantbrukaren Adolf Sköldberg och till läkaren Sven Erik Sköldberg.
Sköldberg företrädde bondeståndet vid riksdagarna 1856/58, 1859/60 och 1862/63. Vid ståndsriksdagen 1865–1866 företrädde han till en början bondeståndet i Västernärkes domsaga men valet förklarades den 8 november 1865 av Kungl. Maj:t upphävt, i december 1865 utsågs han dock till representant för bondeståndet i Lekebergs, Edsbergs och Grimstens härad och kunde åter ta plats i ståndet den 16 december 1865.